# Chorode
Chorode es una ciudad censal situada en el distrito de Kozhikode en el estado de Kerala (India). Su población es de 38245 habitantes (2011). Se encuentra a 16 km de Kozhikode.

## Demografía
Según el censo de 2011 la población de Chorode era de 38245 habitantes, de los cuales 17918 eran hombres y 20327 eran mujeres. Chorode tiene una tasa media de alfabetización del 95,18%, superior a la media estatal del 94%: la alfabetización masculina es del 97,48%, y la alfabetización femenina del 93,20%.